# 閻知微
阎知微（7世纪？—698年），武周官员，雍州万年县（今陕西省西安市）人，阎立德之孙，司農少卿、澤州刺史阎玄邃之子。

## 生平
万岁通天元年（696年），阎知微官至右豹韬卫将军。九月，武则天联络派遣后突厥可汗默啜出兵讨伐契丹李尽忠，武则天令豹韬卫大将军阎知微、左卫郎将代理司宾卿田归道带着册书任命默啜为左卫大将军、迁善可汗。阎知微出使中途遇到突厥使者，即送给他红袍、银带，并且上奏说：“突厥使者到达都城，应当大设帷帐迎接。”田归道上奏反对，武则天同意田归道的意见。阎知微见到默啜，行跪拜礼，吻他的靴尖；田归道只深深作揖而不跪拜。万岁通天二年（697年）三月，田归道得以回国，当时默啜有女请与武周和亲，田归道与阎知微在武则天面前争论。田归道认为默啜一定会背约，不可依仗和亲，应当做好防备。阎知微认为和亲可靠。
圣历元年（698年）六月初六，武则天令淮阳王武延秀前往突厥，娶默啜的女儿为王妃；命豹韬卫大将军阎知微摄春官尚书，右武卫郎将杨齐庄摄司宾卿，携带大量的金帛护送武延秀前去突厥纳聘。八月初一，武延秀到达黑沙南庭。默啜以武延秀并非李唐皇室诸王，大怒，对阎知微等人说：“我想把女儿嫁给李氏，哪里要武氏的儿子呢！这难道是天子的儿子吗！我突厥世受李氏的恩典，听闻李氏尽灭，只有两个儿子还在，我现在要带兵去辅助他登上帝位。”默啜将武延秀囚禁，任命阎知微为南面可汗，说准备让他掌管汉人，率军从恒岳道攻陷赵州、定州二州。九月，默啜指派阎知微招抚晓示赵州官民，阎知微与突厥人在赵州城下手拉手、脚踏地唱《万岁乐》曲。将军陈令英在城上说道：“尚书职位不低，却为敌人踏歌，难道不惭愧吗！”阎知微低声吟唱道：“不得已，《万岁乐》。”十月，默啜撤离赵州，便释放阎知微，让他返回洛阳。武则天以阎知微卖国，随突厥入寇，命令在洛阳天津桥南分裂他的肢体，让百官一起向他射箭，然后再剔光他的肉，挫断他的骨头，夷灭其族。
其子阎则先，因为是武三思的女婿而免死。唐玄宗未即位时，他以擅长烹饪蒙玄宗之宠。开元年间，有司奏拟供奉，姚元崇认为阎则先是刑戮之家，又是逆臣姻属，不可留在京师。唐玄宗下诏：“朕在外日，尝驱使，宜令供奉。”